# Львов, Пётр Леонтьевич
Пётр Леонтьевич Львов (1908—1992) — советский ботаник, геоботаник, систематик, флорист, кандидат биологических наук, профессор, исследователь флоры Дагестана, заслуженный деятель науки Дагестанской АССР (1958).

## Биография
Родился в 1908 году в деревне Рубежник в семье крестьянина. После окончания школы уехал в Велиж, где поступил в педагогический техникум, а затем работал учителем начальных классов. Для повышения дальнейшей квалификации был направлен на учёбу в Воронежский университет, где поступил на физико-математический факультет. С этого периода он увлекся ботаникой, много экскурсировал по губернии и окрестностям города, проводя фенологические наблюдения, собирая растения и составляя гербарии. Его научная творческая судьба счастливо пересеклась с деятельностью известного геоботаника Бориса Михайловича Козо-Полянского, который определил дальнейшие научные интересы своего студента.
В 1937 году по окончании высшего учебного заведения Львов был оставлен для научной работы при университете. Именно под руководством Б. М. Козо-Полянского Пётр Леонтьевич продолжил обучение в аспирантуре, где изучал приспособления растений к распространению семян, взаимоотношения видов в естественных и культурных фитоценозах, флористический состав и возможности фитоценологической индикации. Эти научные исследования в 1940 году завершились защитой кандидатской диссертации.
С этого же периода по решению правительства в целях оказания интеллектуальной и практической кадровой помощи национальным окраинам республики, для поддержки местной интеллигенции Львов с семьей был направлен в Дагестан, где начался совершенно новый этап в жизни и творчестве ученого. Сначала он работал в педагогическом институте, в том числе заместителем директора по учебной и научной работе, а с 1957 года — в университете. В 1948 году при непосредственном участии П. Л. Львова была организована кафедра ботаники, которой он руководил свыше 30 лет (с 1941 по 1980 год).
Всю жизнь Львов вел обширную научно-общественную работу не только в университете, но и в республике. Он являлся членом многих научных обществ: членом Президиума Республиканского совета Общества охраны природы, председателем Дагестанского отделения Всесоюзного ботанического общества, главой секции географии растений Дагестанского филиала Географического общества СССР. Многолетняя плодотворная работа П. Л. Львова отмечена многими правительственными наградами. В 1981 году он награждён дипломом «Лауреат республиканской премии по охране природы». Центральным советом Всероссийского общества охраны природы П. Л. Львов награждён почетным знаком «За охрану природы России» и большой памятной медалью. В 1986 году П. Л. Львову было присвоено звание профессора без защиты докторской диссертации, что является признанием выдающегося значения его трудов для биологической науки.

## Вклад в науку
Петр Леонтьевич Львов много занимался непосредственным изучением флоры и растительности Дагестана. На протяжении десятилетий в периоды полевых практик, во время отпуска и каникул один, с коллегами или со студентами он ходил и ездил по горам и равнинам республики, изучая флору, собирая растения. В остальное время проводилась трудоемкая, кропотливая работа по определению собранного материала, их анализу и осмыслению. Эти данные послужили основой для множества статей и иных публикаций.
П. Л. Львов составил и опубликовал «Определитель растений Дагестана». Это была первая сводка по флоре Дагестана, включающая 1250 видов дикорастущих растений. Помимо короткого описания видов приводятся их местонахождение на территории республики, а также полезные свойства. Данная работа внесла вклад в познание республиканской флоры. Благодаря четким дихотомическим ключам книга служила пособием для определения местных растений.
Среди ботанических трудов Львова наибольшее научное значение имеет его монография «Леса Дагестана». В результате многолетних исследований он написал книгу «Леса Дагестана», где привел целостную характеристику этого типа растительности. Дал геоботаническое описание и классификацию лесов низменного и предгорного Дагестана, определил закономерности их распространения, историю развития. Кроме того, он выделил аридные редколесья, интересные во флористическом отношении и важные для понимания истории развития растительного покрова республики, выявил эндемичные и редкие растения. Этот труд по праву считается одним из первых по классификации леса, и равного ему в то время не было.
Приоритет научной деятельности Львова составляло изучение высших растений. Он первым выявил на территории Дагестана новые для региона виды растений, среди которых оказались редкие, реликтовые и эндемичные формы, некоторые большой древности (тис ягодный, нектароскордум трёхфутовый, плющ Пастухова, валлиснерия спиральная, мерендера Радде) и другие, а также уточнил ареалы многих растений. Приведенные данные учитывались при издании дополнений к «Флоре СССР», а также при составлении региональных сводок, определителей и конспекта флоры Дагестана, при уточнении ареалов растений в пределах Дагестана.
Диапазон научных трудов П. Л. Львова исключительно широк: ему принадлежат работы по флористике, географии растений, геоботанике, морфологии и систематике. Он всегда связывал ботанику с практическими запросами общества — сельским хозяйством, медициной, образованием, воспитанием. В периодической печати помещены десятки его статей о новых интродуцированных в Дагестане видах, ценных лекарственных растениях, плодовых деревьях и бахчевых культурах. Целый ряд статей и предложений были посвящены вопросам сбережения и охраны как отдельных растений, так и их естественных фитоценозов и даже целых ландшафтов.
Роль П. Л. Львова в развитии дагестанской биологической науки, несомненно, значительна. Его труды и деятельность обогатили и расширили представления о фактическом состоянии флоры, что, в конечном итоге, имело большое значение для охраны ботанических объектов. Находки редких растений и флористическое изучение отдельных территорий, к примеру бархана Сарыкум, Талгинского ущелья, Самурской поймы, Гимринского хребта, Ботлихской аридной котловины и так далее, значительно увеличили число новых для республики видов, ещё раз подтвердив оригинальность и уникальность растительного покрова, чье формирование Львов связывал со своеобразием климата, географическим положением, геоморфной структурой. Растительность и флора окрестностей Махачкалы, по мнению ученого, сформировалась несколькими типами флор на месте их стыка, а некоторые территории окрестностей Махачкалы с разнообразными ассоциациями сухих аридных редколесий явились остатками реликтами лесов последнего оледенения.

## Избранные труды
Автор и соавтор свыше 230 печатных работ.
- Львов П. Л. Современное состояние флоры Эоловой пустыни у подножия Дагестана // Бот. журнал. 1959. Т. 44. № 11. — С. 1678—1679.
- Львов П. Л. Определитель растений Дагестана. — Махачкала: Изд-во ДГУ, 1960. — 422 с.
- Львов П. Л. Краткий очерк лесной растительности дельты реки Самур Дагестанской ССР // Бот. журнал. 1961. Т. 46. № 1. — С. 98—102.
- Львов П. Л. Леса Дагестана (низовые и предгорные). — Махачкала: Дагкнигоиздат, 1964. — 215 с.
- Львов П. Л. Закономерности распространения лесов Дагестана и их классификация // Бот. журнал. 1966. Т. 51. № 3. — С. 396—402.
- Львов П. Л. Субальпийские березняки высокогорного сланцевого Дагестана // Бот. журнал. 1969. Т. 54. № 1. — С. 47—51.
- Львов П. Л. К распространению буковых лесов в Дагестане // Бот. журнал. 1969. Т. 55. № 9. — С. 1243—1246.
- Львов П. Л. Лес — наше богатство. — Махачкала: Даг. кн. изд-во, 1974. — 35 с.